# Entombed A.D.
Gli Entombed A.D. sono stati un gruppo musicale death 'n' roll svedese formato nel 2014 da Lars-Göran Petrov, meglio conosciuto come L-G Petrov (ex cantante degli Entombed), dopo che egli fu estromesso dagli attuali Entombed. Questi ultimi riformati dai vecchi membri della band nel 2016.
Gli stessi fondatori degli Entombed, nel 2014, non presero in considerazione Petrov, costringendolo a cambiare il nome della sua: composta dagli stessi elementi che comprendevano l'ultima formazione della band originaria in quell'anno.
Come Entombed A.D., la band ha pubblicato tre album (il primo sarebbe dovuto uscire con il vecchio monicker) e uno split.

## Formazione

### Ultima
- Lars-Göran Petrov – voce (2014-2021)
- Nico Elgstrand – chitarra (2014-2021)
- Olle Dahlstedt – batteria (2014-2021)
- Guilherme Miranda – chitarra (2019-2021)

### Ex componenti
- Victor Brandt – basso (2014-2018)

### Turnisti
- Johan Jansson – chitarra (2014)
- Guilherme Miranda – chitarra (2015-2019)
- Simon Wizén – basso (2018)
- Ronnie Bergerstål – batteria (2018)
- Tobias Cristiansson – basso (2018-2021)

## Discografia

### Album in studio
- 2014 - Back to the Front
- 2016 - Dead Dawn
- 2019 - Bowels of Earth

### Split
- 2016 - Fall / Gospel of the Horns (con i Voivod)

### Singoli
- 2018 - Fit for a King (download digitale)
- 2019 - Metal Inquisition (allegato alla rivista Decibel)